# 1995 DY
1995 DY är en asteroid i huvudbältet som upptäcktes den 21 februari 1995 av den japanska astronomen Takao Kobayashi vid Ōizumi-observatoriet.
Asteroiden har en diameter på ungefär 4 kilometer.